# Paul Ssemogerere
Paul Ssemogerere (ur. 30 czerwca 1956 w Kisubi) – ugandyjski duchowny rzymskokatolicki, arcybiskup metropolita Kampali od 2022.

## Życiorys
Święcenia kapłańskie przyjął 3 czerwca 1983 i został inkardynowany do archidiecezji Kampala. Po święceniach został wicerektorem niższego seminarium, zaś w 1985 objął probostwo w Nnyenga. W 1990 został przeniesiony do parafii Chrystusa Króla w Kampali. Od 2001 wikariusz generalny archidiecezji.
4 czerwca 2008 został prekonizowany biskupem Kasana–Luweero. Sakry biskupiej udzielił mu 23 sierpnia 2008 ówczesny arcybiskup Kampali, Cyprian Kizito Lwanga. 8 kwietnia 2021 został administratorem apostolskim archidiecezji Kampala.
9 grudnia 2021 papież Franciszek mianował go arcybiskupem metropolitą Kampali. 